# Millennium Management
Millennium Management è una società di gestione degli investimenti con un'offerta di hedge fund multistrategica. È una delle società di gestione patrimoniale alternativa più grandi al mondo con oltre 58,9 miliardi di dollari di asset in gestione a giugno 2023. L'azienda opera negli Stati Uniti, Europa e Asia. Nel 2022, Millennium ha registrato i quarti guadagni netti più alti di qualsiasi hedge fund dalla sua nascita nel 1989.

## Storia
Israel Englander e Ronald Shear, un profondo conoscitore della Borsa americana (AMEX), fondarono l'azienda a New York nel 1989 con 35 milioni di dollari. I 35 milioni di dollari iniziali consistevano in 5 milioni di dollari provenienti da Englander e "2 milioni di dollari dai fratelli Belzberg, ricchi finanzieri canadesi".  Millennium Management inizialmente ha sottoperformato e il co-fondatore Ronald Shear ha lasciato l'azienda sei mesi dopo averla fondata.
Nella primavera del 2018, Millennium ha lanciato una joint venture con WorldQuant, una società di gestione degli investimenti quantitativi.
Nel 2019 la società di investimento con sede a Londra LCH Investment ha classificato Millennium Management al 12º posto nella classifica degli hedge fund di maggior successo di tutti i tempi, riportando che dalla sua fondazione nel 1989 l'azienda aveva guadagnato 22,4 miliardi di dollari per i suoi investitori, una media del 14% annuo fin dall'inizio.  Nel 2019 la società ha raccolto 4,1 miliardi di dollari dopo una pausa di due anni dalla raccolta di nuovi capitali. La società prevede di aver raccolto 7,1 miliardi di dollari entro marzo 2020 e gestisce un capitale totale di quasi 50 miliardi di dollari. La società ha chiuso l’anno 2020 con 265 team di gestori di portafoglio, il numero più alto della sua storia. A febbraio 2020 Millennium gestiva oltre 2.000 set di dati da quasi 400 fornitori, per un totale di circa 10 trilioni di record di dati e oltre 2.000 terabyte di dati archiviati compressi.